# La Vivandière

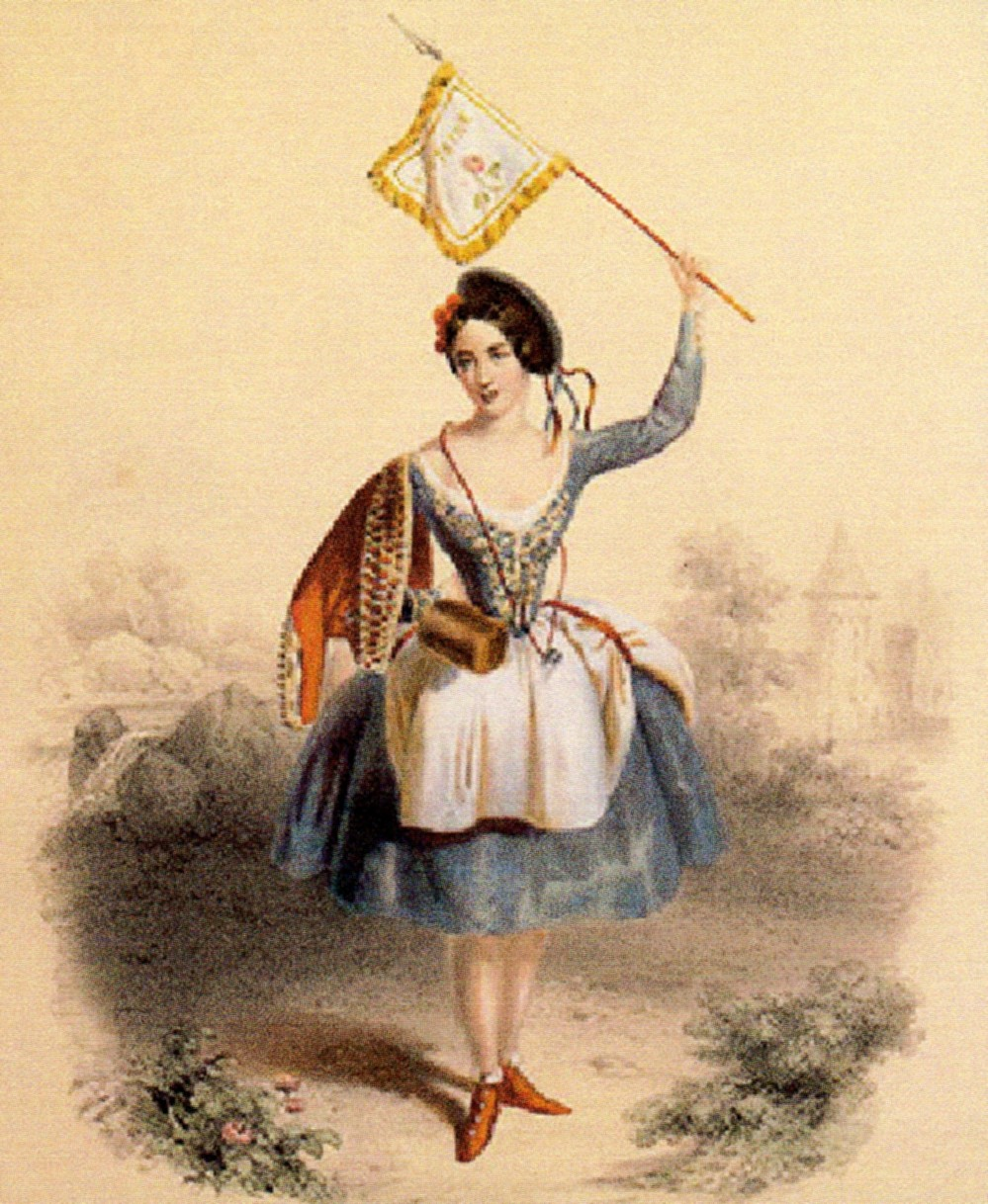
Fanny Cerrito (1844)

La Vivandière är en balett av Arthur Saint-Léon med musik av Cesare Pugni. Baletten uruppfördes i London 1844.
La Vivandière utspelas i en liten stad i Ungern och handlar om kärleken mellan ungdomarna Kathi och Hans. Vid premiären dansades rollerna av Fanny Cerrito och Arthur Saint-Léon.